# Praomys derooi
Praomys derooi là một loài động vật có vú trong họ Chuột, bộ Gặm nhấm. Loài này được Van der Straeten & Verheyen mô tả năm 1978.